# از رؤیاهایت برایم بگو
از رویاهایت برایم بگو (به انگلیسی: Tell Me Your Dreams) نام رمانی است که توسط سیدنی شلدون نوشته شده است.موضوع این کتاب درباره دختری ست که با دو شخصیت جداگانه به غیر از خود نیز زندگی می کند در حالی که از وجود آنها اطلاعی ندارد.